# Caspar Vischer (Architekt)

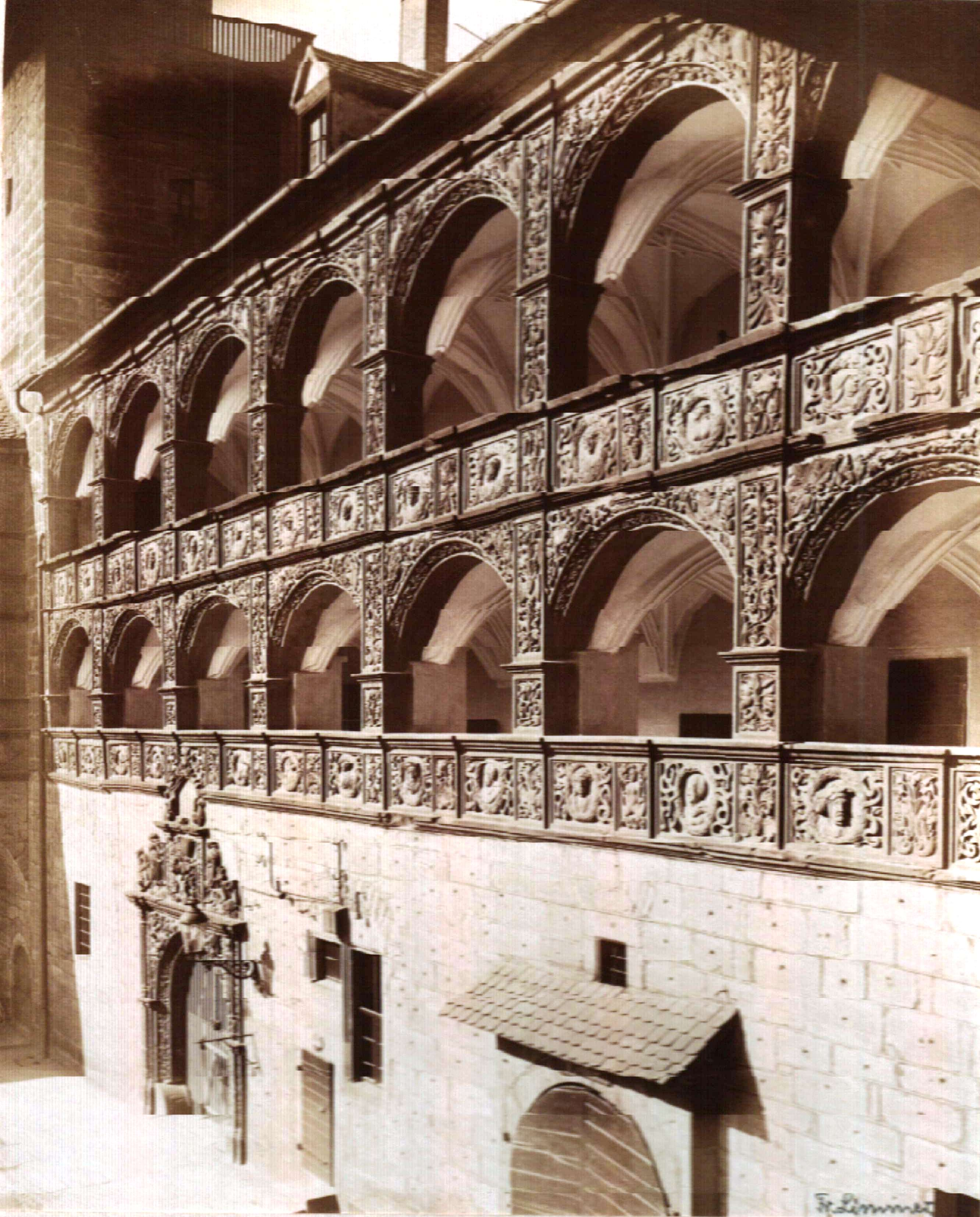
Schöner Hof der Plassenburg (um 1565) mit Reliefbrustbildern zwischen den Arkadengängen

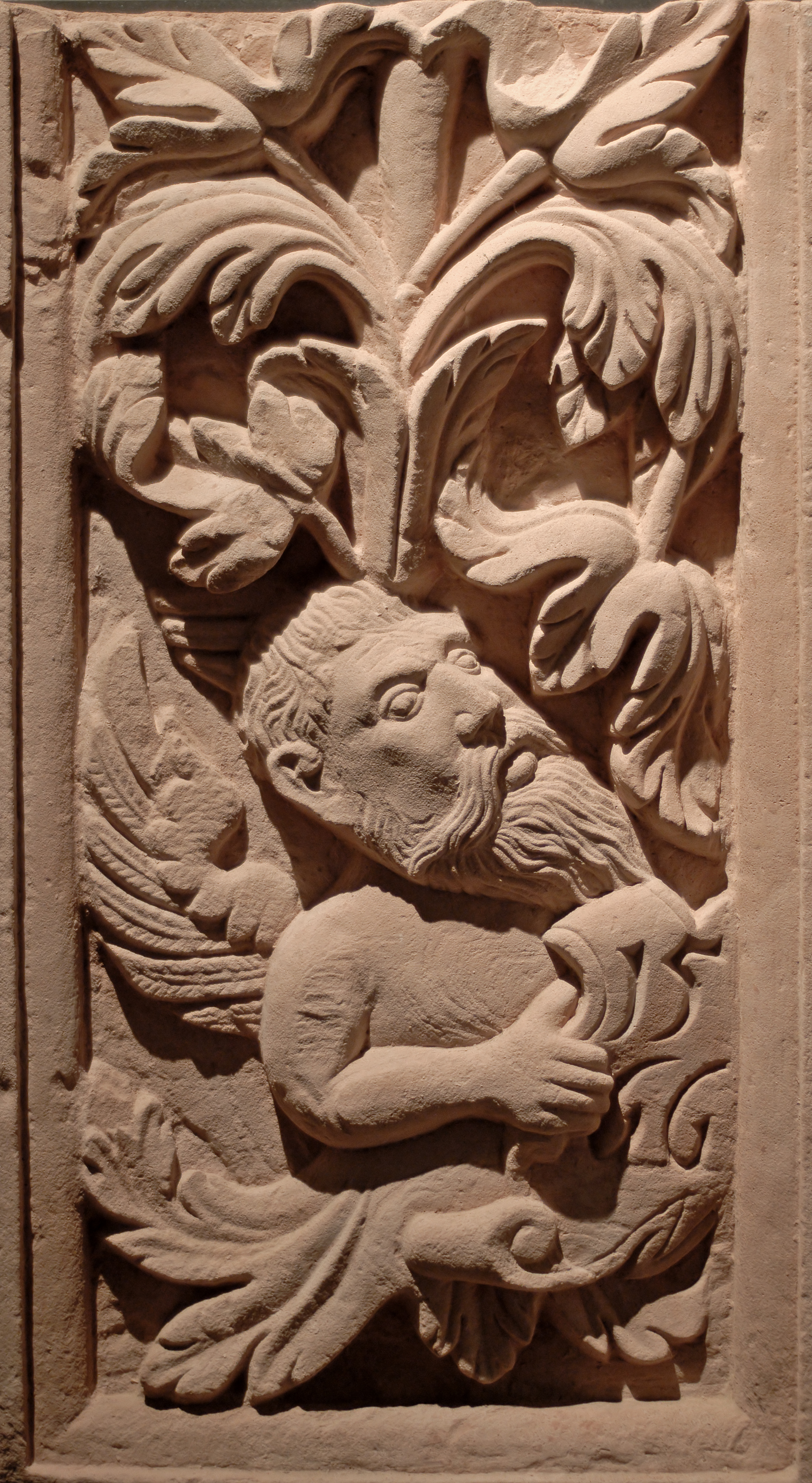
Abguss einer auf das Jahr 1566 datierten und als Selbstbildnis gedeuteten Reliefplatte von der Südseite des Schönen Hofs der Plassenburg

Caspar Vischer, auch Caspar Fischer (* vermutlich 1510 in Kulmbach; † 11. August 1579 ebenda) war ein vor allem in Franken tätiger deutscher Architekt der Renaissance.

## Leben
Zum ersten Mal in Erscheinung trat Vischer in der Bayreuther Kammerrechnung von 1542: „2 fl maister Caspar Steinmetz von Culmbach zu uererung als man Inn zw Statmeister angenomen vnd aber nit verzogen ist“. Diese Stelle nahm er nicht an, wahrscheinlich, um als Steinmetz und am Bau der Ehrenburg in Coburg und des nahegelegenen Schlosses Rosenau zu arbeiten. Der architektonische Entwurf für die Ehrenburg wird von der neueren Forschung dem sächsischen Baumeister Nikolaus Gromann zugeschrieben. Die Arbeiten in und um Coburg endeten für Vischer wahrscheinlich mit der Fertigstellung 1547.
1558 arbeitete er als zweiter kurfürstlicher Baumeister am Ottheinrichsbau des Heidelberger Schlosses.

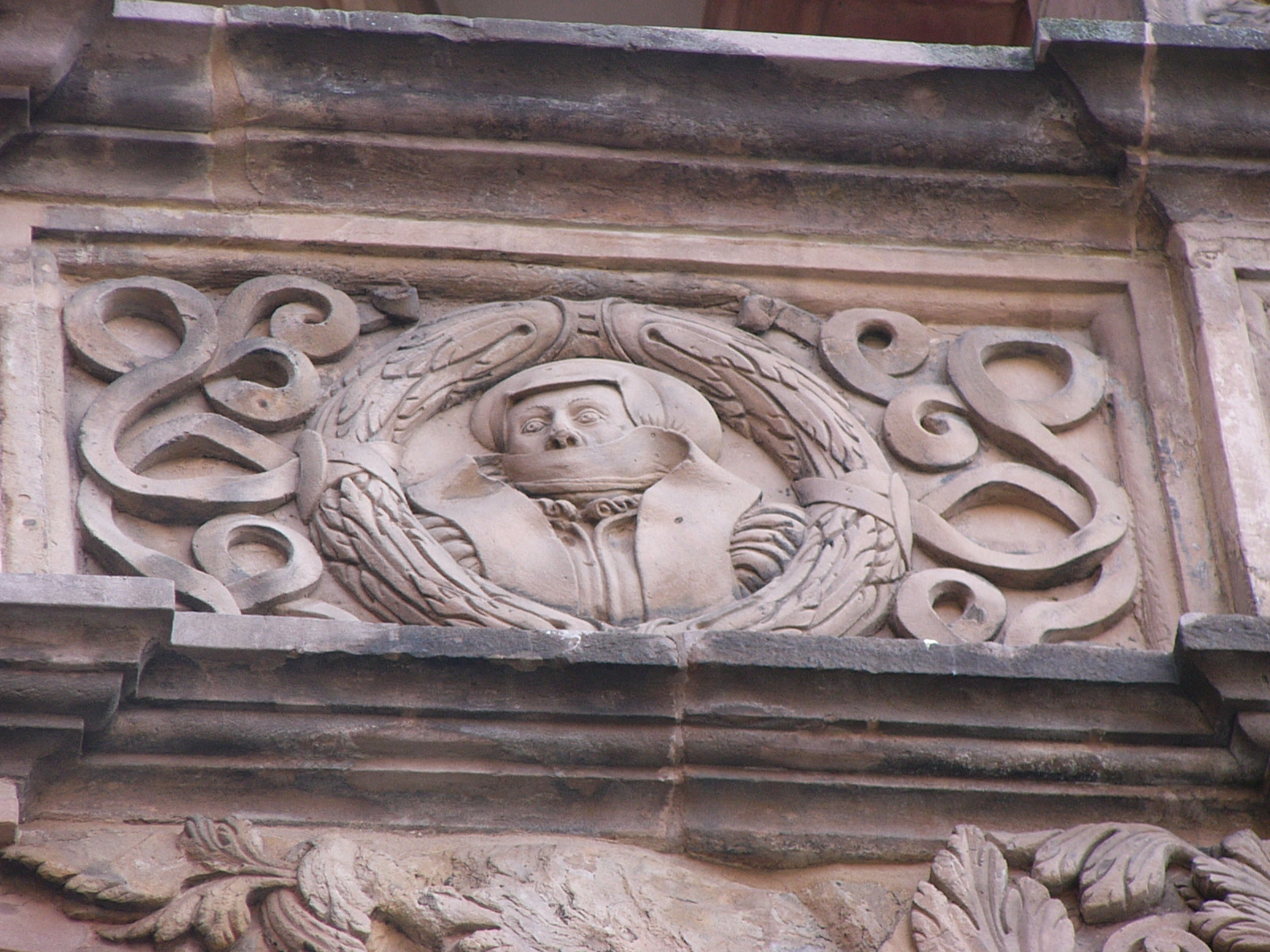
Detail im Schönen Hof der Plassenburg

Am 1. Juli 1561 beauftragte Markgraf Georg Friedrich von Ansbach-Kulmbach Caspar Vischer, die im Bundesständischen Krieg zerstörte Plassenburg wiederaufzubauen. Eine seiner herausragenden Leistungen ist die Ausgestaltung des Schönen Hofes der Plassenburg mit mehr als 120 Reliefbrustbildern in Medaillonform wahrscheinlich zwischen 1565 und 1570. Diese Bilder stellen die Ahnenreihe der Hohenzollern bis auf Albrecht II. Alcibiades dar und dekorieren einen der prominentesten und aufwändigsten Arkadenhöfe der Renaissance in Deutschland. Ab 1573 baute er am Zeughaus und an den Befestigungsanlagen. In der Stellung als Oberster Baumeister blieb Vischer bis zu seinem Tode 1579, als die Plassenburg noch nicht fertiggestellt war.
Vischers Baustil war maßgeblich von seinem vermutlichen Lehrmeister Paul Beheim inspiriert.
Weitere Leistungen Caspar Vischers waren unter anderem:
- Die Burg Streitberg (1563 bis 1565)
- Die Neue Rathsstube (Alte Hofhaltung) und das Prachttor in Bamberg (1569), dort leistete er Hilfe für Erasmus Braun, den eigentlichen Baumeister der Neuen Ratsstube. Das Tor stammt vom Bildhauer Pankraz Wagner.
- Das ehemalige Amtsschloss in Pegnitz-Altenstadt (1571 bis 1573)
- Die Amtsburg Böheimstein bei Pegnitz, Nachfolgebau der Burg Böheimstein (1579)
- Die Markgräfliche Kanzlei (später Landgerichtsgebäude) neben der Petrikirche in Kulmbach (1562 und 1563)
- Neubau des Künßbergschlosses Wernstein (1563 bis 1567)
- Umbauarbeiten am Schloss Thurnau (1565)
- Zahlreiche Arbeiten an Kulmbacher Bürger- und Stadthäusern, darunter auch an den Burggütern

Das Kulmbacher Caspar-Vischer-Gymnasium (CVG) wurde ihm zu Ehren benannt.